# Forua
Forua è un comune spagnolo di 987 abitanti situato nella comunità autonoma dei Paesi Baschi.